# Championnat de Belgique masculin de handball 2005-2006
Navigation
Division d'Honneur 2004-2005 Division d'Honneur 2006-2007
La saison 2005-2006 du championnat de Belgique de handball fut la 48e édition de la plus haute division belge de handball. La première phase du championnat la phase classique, est suivie des Play-offs et des barrages A.       
Cette édition fut remportée par le KV Sasja HC Hoboken, champion pour la troisième fois, 31 ans après le dernier titre en 1975. 
Enfin, le VOO HC Herstal et le HC Visé BM sont relégués et seront remplacés la saison suivante par le Kreasa HB Houthalen et le KTSV Eupen 1889.

## Participants
| Club                | Classement 2004-2005 | Localisation            | Entraîneur        | Salle                        | Capacité |
| ------------------- | -------------------- | ----------------------- | ----------------- | ---------------------------- | -------- |
| HCE Tongeren        | 1er                  | Tongres                 | Pedrag Dosen      | Eburons Dôme Tongeren        | 1 000    |
| Sporting Neerpelt   | 2e                   | Neerpelt                | Pierre Jansen     | Sportcentrum Dommelhof       | 1 600    |
| KV Sasja HC Hoboken | 3e                   | Anvers                  | Alex Jacobs       | Sportcomplex Sorghvliedt     | 950      |
| Union beynoise      | 4e                   | Beyne-Heusay            | Luc Boiten        | Hall Omnisports Edmond Rigo  | 400      |
| HC Eynatten         | 5e                   | Raeren                  | Willy Kück        | Sporthalle Eynatten          | 700      |
| HC Visé BM          | 6e                   | Visé                    |                   | Hall Omnisports de Visé      | 600      |
| Initia HC Hasselt   | 7e                   | Hasselt                 | Jos Schouterden   | Sporthal Alverberg           | 1 730    |
| HC Atomix           | ? (D1)               | Haacht/Keerbergen/Putte |                   | Sporthal Den Dijk            | 600      |
| ROC Flémalle        | ? (D1)               | Flémalle                | Thierry Herbillon | Hall omnisports André Cools  | 500      |
| VOO HC Herstal      | 3e (Barrages A)      | Herstal                 |                   | Hall Omnisports "La Préalle" | 1200     |

### Localisation
| \| HCE Tongeren Initia HC Hasselt HC Visé BM KV Sasja Sporting Neerpelt HC Atomix HC Eynatten ROC Flémalle Herstal Union Beynoise \| Localisation des clubs engagés dans le championnat |
| HCE Tongeren Initia HC Hasselt HC Visé BM KV Sasja Sporting Neerpelt HC Atomix HC Eynatten ROC Flémalle Herstal Union Beynoise                                                          |

Nombre d'équipes par Province
| # | Province                    | Nombre | Équipe(s)                                                             |
| - | --------------------------- | ------ | --------------------------------------------------------------------- |
| 1 | Province de Liège           | 5      | ROC Flémalle, HC Eynatten, Union beynoise, HC Visé BM, VOO HC Herstal |
| 2 | Province de Limbourg        | 3      | Initia HC Hasselt, HCE Tongeren, Sporting Neerpelt                    |
| 3 | Province d'Anvers           | 1      | KV Sasja HC Hoboken                                                   |
| 4 | Province du Brabant flamand | 1      | HC Atomix                                                             |

## Compétition

### Organisation du championnat
La saison régulière est disputée par 10 équipes jouant chacune l'une contre l'autre à deux reprises selon le principe des phases aller et retour. Une victoire rapporte 2 points, une égalité, 1 point et, donc une défaite 0 point.
Après la saison régulière, les 6 équipes les mieux classées s'engagent dans les play-offs. Une phase composée de deux groupes de trois équipes qui constitue en un mini championnat, où les participants des groupes sont tirés au sort, dans le pot 1, se retrouvent le premier et le deuxième de la phase régulière, elles débuteront avec 3 points, dans le pot 2, se retrouvent le troisième et le quatrième de la phase régulière et dans le dernier et pot 3, se retrouvent le cinquième et le sixième de la phase régulière.
Lors de ces play-offs, les premiers des deux groupes sont qualifiés pour la finale, une finale aller-retour, pour déterminer qui occupera la troisième place à la sixième, les deuxièmes des groupes affrontent les troisièmes du groupe opposé.
C'est quatre équipes s'affrontent pour le titre de champion mais aussi pour se qualifier en Coupe d'Europe la saison suivante.
Pour ce qui est des 4 dernières équipes de la phase régulière, la dernière est reléguée et sera remplacé par le champion de D2 qui prendra sa place pour s'engager dans les Barrages A. Il s'agit là aussi d'un mini championnat en phase aller-retour mais pour laquelle, le premier de ces barrages débute avec 2 points, le second et le troisième, 1 et le champion de division 2 avec 0 points.
Ces quatre équipes s'affrontent dans le but de ne pas pouvoir finir à la dernière place synonyme de relégation en division 2.

### Saison régulière

#### Classement
|    | Équipe               | Pts | J  | G  | N | P  | Bp  | Bc  | Diff |
| -- | -------------------- | --- | -- | -- | - | -- | --- | --- | ---- |
| 1  | KV Sasja HC Hoboken  | 32  | 18 | 16 | 0 | 2  | 561 | 449 | 112  |
| 2  | Sporting Neerpelt    | 30  | 18 | 15 | 0 | 3  | 562 | 468 | 94   |
| 3  | Initia HC Hasselt    | 25  | 18 | 12 | 1 | 5  | 493 | 420 | 73   |
| 4  | HCE Tongeren (T) (C) | 24  | 18 | 12 | 0 | 6  | 490 | 486 | 4    |
| 5  | Union beynoise       | 23  | 18 | 11 | 1 | 6  | 483 | 420 | 63   |
| 6  | HC Eynatten          | 22  | 18 | 11 | 0 | 7  | 508 | 497 | 11   |
| 7  | HC Atomix            | 8   | 18 | 4  | 0 | 14 | 469 | 572 | -103 |
| 8  | ROC Flémalle         | 7   | 18 | 2  | 3 | 13 | 407 | 481 | -74  |
| 9  | HC Herstal/Ans       | 7   | 18 | 3  | 1 | 14 | 398 | 512 | -114 |
| 10 | HC Visé BM           | 4   | 18 | 1  | 2 | 15 | 391 | 509 | -118 |

|                 | Qualification pour les Play-Offs A |
|                 | Qualification pour les Play-Offs B |
|                 | Relégué                            |
|                 | Barrages A                         |
| (T)             | Tenant du titre                    |
| en augmentation | Promu de 2005                      |
| (C)             | Vainqueur de la Coupe de Belgique  |

##### Évolution du Classement
- Leader du classement

| IHA | UBE | UBE | KV Sasja HC Hoboken | KV Sasja HC Hoboken | KV Sasja HC Hoboken | KV Sasja HC Hoboken | KV Sasja HC Hoboken | KV Sasja HC Hoboken | KV Sasja HC Hoboken | KV Sasja HC Hoboken | KV Sasja HC Hoboken | KV Sasja HC Hoboken | KV Sasja HC Hoboken | KV Sasja HC Hoboken | KV Sasja HC Hoboken | KV Sasja HC Hoboken | KV Sasja HC Hoboken |  |  |  |  |  |  |  |  |  |  |  |  |
|     |     |     |                     |                     |                     |                     |                     |                     |                     |                     |                     |                     |                     |                     |                     |                     |                     |  |  |  |  |  |  |  |  |  |  |  |  |
| 01  | 02  | 03  | 04                  | 05                  | 06                  | 07                  | 08                  | 09                  | 10                  | 11                  | 12                  | 13                  | 14                  | 15                  | 16                  | 17                  | 18                  |  |  |  |  |  |  |  |  |  |  |  |  |

- Journée par journée

| Club                | 1  | 2  | 3  | 4  | 5  | 6  | 7  | 8  | 9  | 10 | 11 | 12 | 13 | 14 | 15 | 16 | 17 | 18 |
| ------------------- | -- | -- | -- | -- | -- | -- | -- | -- | -- | -- | -- | -- | -- | -- | -- | -- | -- | -- |
| HC Visé BM          | 6  | 7  | 9  | 9  | 9  | 10 | 10 | 10 | 10 | 10 | 10 | 10 | 10 | 10 | 10 | 10 | 10 | 10 |
| Union beynoise      | 2  | 1  | 1  | 2  | 2  | 2  | 2  | 2  | 2  | 2  | 2  | 2  | 4  | 3  | 4  | 4  | 4  | 5  |
| HC Atomix           | 5  | 6  | 7  | 7  | 7  | 7  | 7  | 7  | 7  | 7  | 7  | 7  | 7  | 7  | 7  | 7  | 7  | 7  |
| HCE Tongeren        | 3  | 3  | 2  | 4  | 3  | 5  | 6  | 6  | 5  | 4  | 4  | 5  | 5  | 5  | 5  | 5  | 5  | 4  |
| HC Eynatten         | 10 | 8  | 6  | 6  | 6  | 4  | 5  | 5  | 4  | 6  | 6  | 6  | 6  | 6  | 6  | 6  | 6  | 6  |
| Sporting Neerpelt   | 9  | 5  | 5  | 5  | 4  | 3  | 3  | 4  | 3  | 3  | 3  | 3  | 2  | 2  | 2  | 2  | 2  | 2  |
| Initia HC Hasselt   | 1  | 2  | 4  | 3  | 5  | 6  | 4  | 3  | 6  | 5  | 5  | 4  | 3  | 4  | 3  | 3  | 3  | 3  |
| HC Herstal/Ans      | 8  | 10 | 8  | 8  | 8  | 8  | 9  | 8  | 8  | 8  | 8  | 8  | 9  | 9  | 9  | 9  | 9  | 9  |
| ROC Flémalle        | 7  | 9  | 10 | 10 | 10 | 9  | 8  | 9  | 9  | 9  | 9  | 9  | 8  | 8  | 8  | 8  | 8  | 8  |
| KV Sasja HC Hoboken | 4  | 4  | 3  | 1  | 1  | 1  | 1  | 1  | 1  | 1  | 1  | 1  | 1  | 1  | 1  | 1  | 1  | 1  |

#### Matchs
| Résultats (dom.\ext.)                                      | HCE   | ROC   | HCT   | IHA   | KVS   | HER   | SNE   | UBE   | HCA   | HCV   |
| HC Eynatten                                                |       | 24-23 | 32-24 | 22-32 | 30-34 | 30-20 | 29-28 | 24-26 | 34-29 | 30-27 |
| ROC Flémalle                                               | 26-31 |       | 21-29 | 23-23 | 20-23 | 23-29 | 23-29 | 23-25 | 26-22 | 24-24 |
| HCE Tongeren                                               | 34-28 | 27-23 |       | 18-17 | 28-32 | 31-26 | 24-27 | 22-21 | 30-26 | 32-21 |
| Initia HC Hasselt                                          | 27-26 | 32-24 | 26-24 |       | 25-26 | 33-19 | 22-23 | 31-24 | 38-25 | 28-22 |
| KV Sasja HC Hoboken                                        | 26-22 | 34-24 | 31-21 | 32-29 |       | 35-16 | 30-26 | 28-27 | 41-20 | 32-21 |
| HC Herstal/Ans                                             | 20-24 | 18-18 | 29-31 | 13-22 | 20-42 |       | 16-31 | 13-28 | 34-29 | 28-25 |
| Sporting Neerpelt                                          | 33-32 | 35-21 | 27-24 | 31-25 | 35-33 | 34-21 |       | 29-35 | 34-23 | 33-21 |
| Union Beynoise                                             | 26-22 | 27-17 | 21-22 | 25-26 | 30-28 | 28-22 | 26-29 |       | 32-20 | 16-16 |
| HC Atomix                                                  | 31-33 | 25-22 | 25-31 | 19-25 | 27-33 | 30-27 | 30-44 | 26-28 |       | 32-31 |
| HC Visé BM                                                 | 31-35 | 24-25 | 22-17 | 24-32 | 27-31 | 28-26 | 33-35 | 23-40 | 29-30 |       |
| - Victoire à domicile - Match nul - Victoire à l'extérieur |       |       |       |       |       |       |       |       |       |       |

### Play-offs

#### Composition des chapeaux
Les équipes sont réparties dans les deux groupes à la suite d'un tirage au sort et non en fonction du classement.
| Chapeau 1           | Chapeau 2         | Chapeau 3      |
| ------------------- | ----------------- | -------------- |
| KV Sasja HC Hoboken | Initia HC Hasselt | Union beynoise |
| Sporting Neerpelt   | HCE Tongeren      | HC Eynatten    |

##### Groupe A
|   | Équipe              | Pts | J | G | N | P | Bp  | Bc  | Diff |  | Résultats (dom.\ext.) | SAS   | IHA   | UBE   |
| - | ------------------- | --- | - | - | - | - | --- | --- | ---- |  | --------------------- | ----- | ----- | ----- |
| 1 | KV Sasja HC Hoboken | 9   | 4 | 3 | 0 | 1 | 124 | 99  | 25   |  | KV Sasja HC Hoboken   |       | 26-29 | 28-24 |
| 2 | Initia HC Hasselt   | 8   | 4 | 3 | 0 | 1 | 108 | 102 | 6    |  | Initia HC Hasselt     | 23-32 |       | 28-24 |
| 3 | Union beynoise      | 1   | 4 | 0 | 0 | 4 | 91  | 122 | -31  |  | Union beynoise        | 23-38 | 20-28 |       |

##### Groupe B
|   | Équipe            | Pts | J | G | N | P | Bp  | Bc  | Diff |  | Résultats (dom.\ext.) | NEE   | HCT   | HCE   |
| - | ----------------- | --- | - | - | - | - | --- | --- | ---- |  | --------------------- | ----- | ----- | ----- |
| 1 | Sporting Neerpelt | 9   | 4 | 3 | 0 | 1 | 136 | 118 | 18   |  | Sporting Neerpelt     |       | 30-29 | 36-28 |
| 2 | HCE Tongeren      | 8   | 4 | 3 | 0 | 1 | 120 | 107 | 13   |  | HCE Tongeren          | 28-35 |       | 35-27 |
| 3 | HC Eynatten       | 1   | 4 | 0 | 0 | 4 | 113 | 147 | -34  |  | HC Eynatten           | 33-35 | 25-28 |       |

#### Finales

##### Match pour la cinquième place
| 22/23 avril 2006 | Union beynoise  | 31 - 30 | HC Eynatten       | Beyne-Heusay, Hall Omnisports Edmond Rigo |
| 22/23 avril 2006 | David L'Hoest 8 | (15-14) | Damian Kedziora 8 | Beyne-Heusay, Hall Omnisports Edmond Rigo |
| 22/23 avril 2006 | Rapport         |         |                   | Beyne-Heusay, Hall Omnisports Edmond Rigo |

##### Match pour la troisième place
| ? avril 2006 | HCE Tongeren | ?-? | Initia HC Hasselt | Tongres, KTA 2 |

##### Finale
| 22 avril 2006 | Sporting Neerpelt    | 37 - 40 (ap)     | KV Sasja HC Hoboken | Neerpelt, Sportcentrum Dommelhof Affluence : 2 000 |
| 22 avril 2006 | Szymon Dobrzynski 10 | (12-13, 29 - 29) | Ivan Kopljar 10     | Neerpelt, Sportcentrum Dommelhof Affluence : 2 000 |
| 22 avril 2006 |                      |                  |                     | Neerpelt, Sportcentrum Dommelhof Affluence : 2 000 |
| 22 avril 2006 | Rapport              |                  |                     | Neerpelt, Sportcentrum Dommelhof Affluence : 2 000 |

| 29 avril 2006 20h00 | KV Sasja HC Hoboken | 25 - 24 | Sporting Neerpelt              | Anvers, Sportcomplex Sorghvliedt Arbitrage : Rosskamp/Rothkranz |
| 29 avril 2006 20h00 | Koen Roggeman 7     | (13-10) | Michael Schonk, Bart Lenders 7 | Anvers, Sportcomplex Sorghvliedt Arbitrage : Rosskamp/Rothkranz |
| 29 avril 2006 20h00 | ×5                  | Rapport | ×6                             | Anvers, Sportcomplex Sorghvliedt Arbitrage : Rosskamp/Rothkranz |

- KV Sasja HC Hoboken 2-0 Sporting Neerpelt

### Barrage A
Les barrages pour l'accession à la Division d'Honneur, premier échelon dans la hiérarchie du handball belge, correspond à ce qu'on appelle les Barrages A. Ce mini championnat regroupe les 7e, 8e et 9e de Division d'Honneur auxquelles on ajoute le dauphin de Division 1.

#### Classement
|   | Équipe              | Pts | J | G | N | P | Bp  | Bc  | Diff |
| - | ------------------- | --- | - | - | - | - | --- | --- | ---- |
| 1 | ROC Flémalle        | 10  | 6 | 5 | 0 | 1 | 181 | 137 | 44   |
| 2 | HC Atomix           | 9   | 6 | 4 | 0 | 2 | 172 | 162 | 10   |
| 3 | Kreasa HB Houthalen | 5   | 6 | 2 | 1 | 3 | 149 | 172 | -23  |
| 4 | HC Herstal/Ans      | 2   | 6 | 0 | 1 | 5 | 125 | 146 | -21  |

|                 | Relégation en Division 2 |
| en augmentation | Promu de Division 1      |

#### Matchs
| Résultats (dom.\ext.)                                      | ROC   | KHOU  | HCA   | H/A   |
| ROC Flémalle                                               |       | 39-21 | 31-30 | 33-16 |
| Kreasa HB Houthalen                                        | 25-22 |       | 26-34 | 29-22 |
| HC Atomix                                                  | 27-36 | 31-24 |       | 26-24 |
| HC Herstal/Ans                                             | 18-20 | 24-24 | 21-24 |       |
| - Victoire à domicile - Match nul - Victoire à l'extérieur |       |       |       |       |

### Champion
| Champion de Belgique de handball 2005-2006 Koninklijke Vereniging Sport Afdelingen Syndicale Jeugd Antwerpen Handbal club Hoboken 4e titre |

## Bilan

### Classement final
| Rang    | Équipe                                             |
| ------- | -------------------------------------------------- |
| 1er     | KV Sasja HC Hoboken                                |
| 2e      | Sporting Neerpelt (C)                              |
| 3e      | HCE Tongeren (T)                                   |
| 4e      | Initia HC Hasselt                                  |
| 5e      | Union beynoise                                     |
| 6e      | HC Eynatten                                        |
| 7e      | ROC Flémalle · 1er des barrages                    |
| 8e      | HC Atomix · 2e des barrages                        |
| 9e      | HC Herstal/Ans · 4e des barrages                   |
| 10e     | HC Visé BM Relégué à l'issue de la phase classique |
| 2e (D1) | Kreasa HB Houthalen 3e des barrages                |

|                 | Champion de Belgique et qualifiés pour la Ligue des champions |
|                 | Qualifié en Coupe Challenge                                   |
|                 | Barragiste issu de la Division 1                              |
|                 | Relégués en Division 1                                        |
| (T)             | Tenant du titre                                               |
| (C)             | Vainqueur de la Coupe de Belgique                             |
| en augmentation | Promu de début de saison en Division d'Honneur                |

### Parcours en coupes d'Europe
Le parcours des clubs belges en coupes d'Europe est important puisqu'il détermine le coefficient EHF, et donc le nombre de clubs espagnoles présents en coupes d'Europe les années suivantes.
| Club                | Compétition         | Tour d'entrée     | Résultat                     | Dernier adversaire   |
| HCE Tongeren        | Ligue des champions | Tour préliminaire | éliminé au Tour préliminaire | HC Granitas Kaunas   |
| HCE Tongeren        | Coupe EHF           | 3e tour           | éliminé au 1/16 de finale    | CD Bidasoa Irun      |
| Union beynoise      | Coupe EHF           | 2e tour           | éliminé au 2e tour           | ABC Braga            |
| KV Sasja HC Hoboken | Coupe des coupes    | 1/16 de finale    | éliminé au 1/16 de finale    | Kaustik Volgograd    |
| HC Eynatten         | Coupe Challenge     | 1/16 de finale    | éliminé au 1/16 de finale    | RK Partizan Belgrade |

### Bilan de la saison
| Tableau d'honneur de la saison 2005-2006 |                                     |                         |
| Compétition                              | Vainqueur                           | Commentaire             |
| Championnat de Belgique                  | KV Sasja HC Hoboken                 | 4e titre                |
| Coupe de Belgique                        | Sporting Neerpelt                   | 9e victoire             |
| Qualifications européennes               |                                     |                         |
| Compétition                              | Qualifiés                           | Qualifiés               |
| Coupe EHF                                | KV Sasja HC Hoboken                 | Premier tour            |
| Coupe Challenge                          | United HC Tongeren                  | 1/16 de finale          |
| Promotions et relégations                |                                     |                         |
| Promu en Division 1 (D1)                 | KTSV Eupen 1889 Kreasa HB Houthalen | 3e (D2) 3e des barrages |
| Relégation en Division 2 (D2)            | HC Visé BM VOO HC Herstal           | 10e 4e des barrages     |